# وانگ یاجون
وانگ یاجون (انگلیسی: Wang Yajun؛ زادهٔ ۲۷ اوت ۱۹۶۲) بازیکن والیبال اهل چین است.